# System76
System76 est un fabricant d’ordinateurs américain spécialisé dans la vente d’ordinateurs portables, de bureau et de serveurs. L’entreprise soutient les logiciels libres, proposant préinstallés les systèmes d'exploitations Ubuntu ou leur distribution GNU/Linux Pop!_OS fondée sur Ubuntu. Elle distribue ses ordinateurs portables avec le logiciel libre d’amorçage coreboot.

## Histoire
En 2019, l’entreprise introduit deux ordinateurs portables avec le logiciel libre d’amorçage coreboot,,. En 2022, System76 commercialise son premier non-compact clavier et, avec HP, lance le HP Dev One, un modèle de laptop conçu pour les développeurs informatiques.